# Dichaetophora macalpinei
Dichaetophora macalpinei är en tvåvingeart som först beskrevs av Bock 1982.  Dichaetophora macalpinei ingår i släktet Dichaetophora och familjen daggflugor. Inga underarter finns listade i Catalogue of Life.